# تاریک‌دره بالا
تاریک دره بالا، روستایی از توابع بخش خزل شهرستان نهاوند در استان همدان ایران است.
این روستا نزدیک ترین نقطه استان همدان از لحاظ مختصات جغرافیایی و مسکونی بودن به استان ایلام است. زبان محلی مردم این روستا و اطراف آن زبان لکی است .

## جمعیت
این روستا در دهستان خزل قرار دارد و براساس سرشماری مرکز آمار ایران در سال ۱۳۹۵، جمعیت آن ۴۱۷ نفر (۱۱۵خانوار) بوده‌است.